# Adolf Bernhard Meyer
Adolf Bernhard Meyer (11 de octubre de 1840, Hamburgo –  5 de febrero de 1911, Berlín) fue un antropólogo, ornitólogo, entomólogo y herpetólogo alemán.

## Biografía
Meyer fue educado en las universidades de Göttingen, Viena, Zürich y Berlín. Se convirtió en director del Museo Antropológico y Etnográfico de Dresde en 1874 y continuó en ese cargo hasta su jubilación en 1905. Viajó por las Indias Orientales a finales del siglo XIX.
El ave del paraíso de Meyer (Epimachus meyeri) fue nombrada en honor a él, cuando la especie fue descubierta en 1884. Publicó una clasificación de aves, entre ellas la parotia de la reina Carola (Parotia carolae), el ave del paraíso de Estefanía (Astrapia stephaniae), el picaflores capirrojo (Dicaeum geelvinkianum) y el calamón takahe (Porphyrio hochstetteri).
Además de aves realizó un estudio sobre primates. Le dio el nombre binomial Tarsius sangirensis al tarsero de Sangihe, un pequeño primate encontrado en Indonesia en 1897.
La colección de aves de las Indias Orientales de Meyer y los escarabajos y las mariposas recogidas en Célebes y Nueva Guinea están en el Museo Estatal de Zoología en Dresde. 
También estudió anfibios y reptiles, describiendo varias especies de lagartijas endémicas de Nueva Guinea.

## Obra

### Algunas publicaciones
- Das Hemmungsnervensystem des Herzens. Berlín 1869.

- Charles Darwin und Alfred Russel Wallace. Ihre Ersten Publicationen über die „Entstehung der Arten“ nebst einer Skizze Ihres Lebens und einem Verzeichniss Ihrer Schriften. Erlangen 1870.

- Abbildungen von Vogelskeletten (1879–95)

- Publikationen des königlichenethnographischen Museums zu Dresden (1881–1903)

- Album von Philippinentypen (1885–1904)

- The Birds of Celebes (1885)

- The Distribution of Negritos (1899)

- Studies of the Museum (of Natural History) and kindred Institutions of New York, etc. (1905)

- Amerikanische Bibliotheken und ihre Bestrebungen (1906)

- Die Römerstadt Agunt bei Lienz in Tirol (1908)